# Bibliografia lui Arthur Conan Doyle

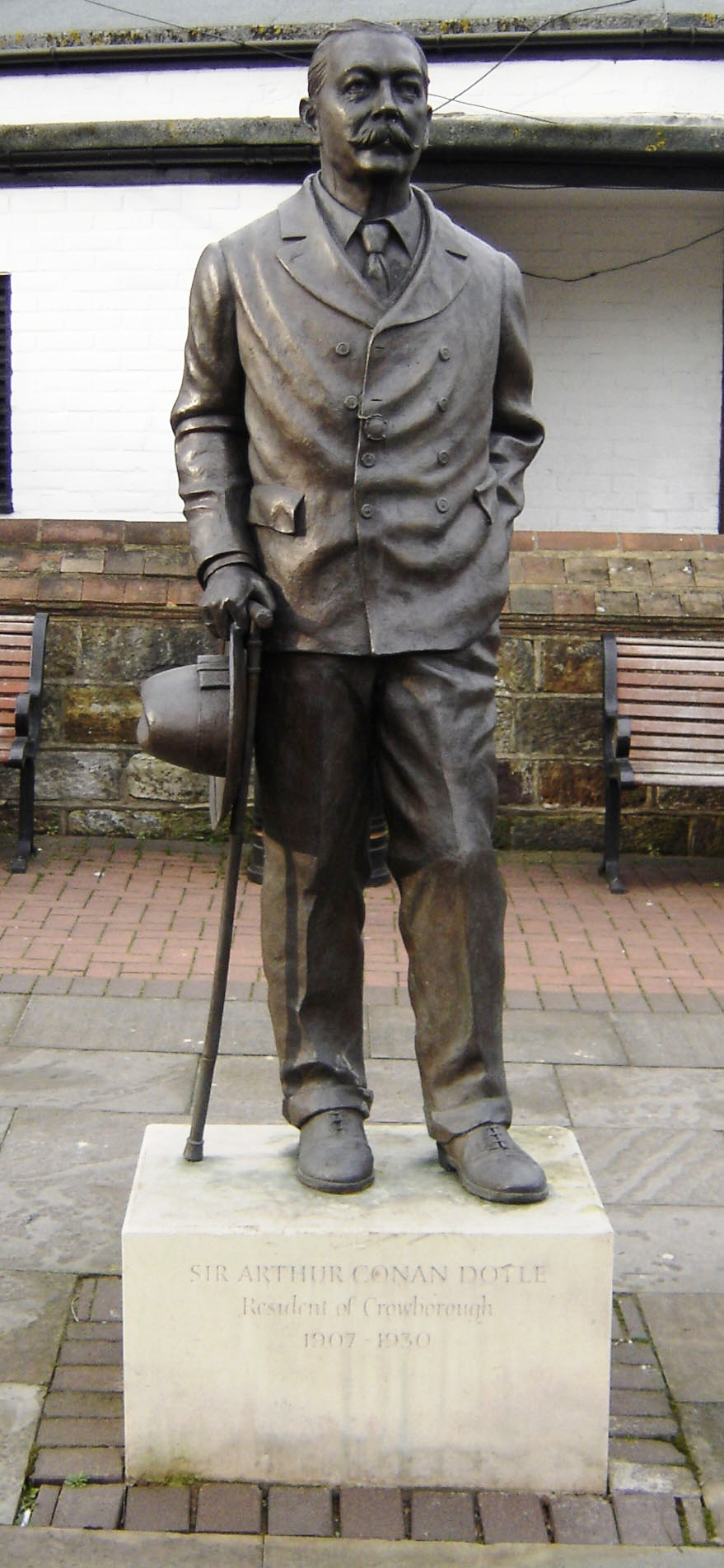
Statuia lui Arthur Conan Doyleîn Crowborough

Aceasta este o listă a scrierilor lui Arthur Conan Doyle.

## Cărți din seria Sherlock Holmes
- Un studiu în roșu (1887)
- Semnul celor patru (1890)
- Aventurile lui Sherlock Holmes (1892)
- Memoriile lui Sherlock Holmes (1894)
- "The Field Bazaar" (povestire) (1896)
- "The Adventure of the Tall Man" (povestire neterminată) (probabil 1900)
- Câinele din Baskerville (1902)
- Întoarcerea lui Sherlock Holmes (1905)
- Valea terorii (1915)
- Ultima reverență (1917)
- "How Watson Learned the Trick" (povestire) (1924)
- Arhiva lui Sherlock Holmes (1927)

## Cărți din seria Profesorul Challenger
- O lume dispărută (1912)[1]
- Centura otrăvită (1913)[1]
- Tărâmul ceții (1926)[1]
- "Când luma a țipat" (povestire, 1928)
- "Mașina de dezintegrat" (povestire, 1929)

## Romane istorice
- Micah Clarke (1888)
- Compania albă (1891)
- The Great Shadow (1892)
- Refugiații (scrisă în 1892, publicată în 1893)
- Rodney Stone (1896)
- Unchiul Bernac (1897)
- Sir Nigel (1906)

## Alte scrieri
- The Narrative of John Smith (1883)
- The Mystery of Cloomber (1889)
- Firma Girdlestone (1890)
- The Captain of the Polestar, and other tales (1890)
- The Ring of Thoth (1890)
- The Great Keinplatz Experiment (1890)[1]
- Faptele lui Raffles Haw (1891)[1]
- Beyond the City (1892)
- Jane Annie, or the Good Conduct Prize (1893)
- My Friend the Murderer and Other Mysteries and Adventures (1893)[1]
- Round The Red Lamp (1894)[1]
- Parazitul (1894)[1]
- The Stark Munro Letters (1895)
- Isprăvile brigadierului Gerard (1896)
- Songs of Action (1898)
- Tragedia lui Korosko (1898)
- A Duet (1899)
- The Green Flag and Other Stories of War and Sport (1900)
- Aventurile lui Gerard (1903)
- Round the Fire Stories (1908)[1]
- The Last Galley (1911)[1]
- Danger! and Other Stories (1918)[1]
- The Great Keinplatz Experiment and Other Tales of Twilight and the Unseen (1919)[2]
- Tales of Terror & Mystery (1923)
- The Black Doctor and Other Tales of Terror and Mystery (1925)[1]
- The Dealings of Captain Sharkey (1925)[1]
- The Man from Archangel and Other Tales of Adventure (1925)[1]
- The Maracot Deep (1929)[1]

## Povestiri
- "The Club-Footed Grocer"
- "Declarația lui J. Habakuk Jephson" (1884)
- "Lot No. 249" (1892)
- "The Lost Special" (1898)
- "The Brown Hand" (1899)
- "The Terror of Blue John Gap" (1912)
- "How it Happened" (1913)
- "The Horror of the Heights" (1913)

## Opere de non-ficțiune
- The Great Boer War (1900)
- The War in South Africa--Its Cause and Conduct (1902)
- Through the Magic Door (1907), un memoriu printre cărțile din biblioteca lui Doyle.
- The Crime of the Congo (1909)
- The Case of Oscar Slater (1912)
- The British Campaign in France and Flanders (1916-20)
- The New Revelation (1918)
- The Vital Message (1919)
- The Wanderings of a Spiritualist (1921)
- The Coming of the Fairies (1921)
- Memories and Adventures (1924)
- The History of Spiritualism (1926)
- The Edge of the Unknown (1930)